# Bergassana
Bergassana è una frazione di 31 abitanti nel comune di Sesta Godano, nell'alta Val di Vara, in provincia della Spezia.

## Geografia fisica
Appartata su una collinetta, Bergassana è raggiungibile percorrendo per alcuni chilometri la tortuosa strada che si stacca dalla provinciale per Varese Ligure e Brugnato vicino alla diga di Santa Margherita.
Il paese dista 3,19 chilometri dal capoluogo comunale.

## Storia
Il borgo di Bergassana rappresentava fino ad alcuni secoli fa un importante punto di passaggio fra nord e sud della Val di Vara, al centro di un complesso sistema di antiche percorrenze: Bergassana era infatti a metà strada fra Sesta Godano e Arsina, al centro di un percorso sì secondario ma importante che dalla montagna portava al fondovalle. La presenza del piccolo santuario dedicato a San Rocco, in prossimità di un crocevia, non lontano dall’abitato dove la strada prosegue quasi in falsopiano, testimonia non casualmente il legame profondo della comunità con i percorsi della fede.
Il borgo faceva parte, assieme a Cornice e Bozzolo, dei possedimenti dell'abbazia di Brugnato, con la presenza in ognuno di questi piccoli centri di strutture fortificate alle quali doveva necessariamente corrispondere una fitta rete di sentieri di collegamento. Nel XII secolo, all’inizio della progressiva espansione nel Levante ligure della Repubblica di Genova, il vescovo brugnatese Lanfranco firma un patto di alleanza con i Genovesi ai quali è richiesto un contributo a copertura delle spese derivanti dalla presenza di presidi armati nei piccoli borghi. Nel Settecento, venuta progressivamente meno l’influenza dei vescovi brugnatesi, Bergassana entra a far parte del nuovo Comune di Godano.

## Monumenti e luoghi d'interesse

### Architetture religiose
- Chiesa parrocchiale di Sant'Andrea Apostolo, la cui origine risale al 1133, quando tutte le chiese dipendenti dall’abate - ordinario Ildebrando furono dichiarate rettorie e governate dallo stesso abate elevato alla dignità vescovile. La chiesa primitiva, della quale non restano tracce visibili, era molto antica, e su di essa venne costruita l’attuale chiesa nel XVIII secolo. Altri lavori di riatto vennero compiuti nel 1820 e nel 1915. La rettoria fu elevata a prevostura nel 1809 dal vescovo di Brugnato Mons. Giovanni Luca Solari.[5]
- Oratorio di San Rocco.[5]